# こもれびに揺れる魂のこえ
『こもれびに揺れる魂のこえ』（こもれびにゆれるたましいのこえ）は、2003年7月11日にユニゾンシフトより発売されたアダルトゲーム。公式ジャンルは「ハートサプリメントAVG」。

## ストーリー
ある小さな村で牧師として働いていた主人公のもとへ、ある日、一通の手紙が届く。名も知らぬ誰かから送られてきたその手紙には、まるで祈りの言葉のようにこう綴られていた。
『ただ愛情を彼女たちに注いでやってください』
そこは、人里離れた場所にひっそりと立つある施設らしい。そこは、俗世間から切り離された、閉じた世界だった。差出人が願うこと全てはかなえられないかもしれない。けれど、運命としかいいようのない何かに導かれて、彼はそこへと向かった。

## 登場人物
- 麻宮

主人公。ある村で牧師の仕事をしていたが、ある時送られてきた一通の手紙を手に屋敷へと向かう。
この物語の正史では後にナツキ、アキノ、トウアを養子として引き取り、麻宮の姓と名前の漢字表紙を三つ子に与えた。
- スイ（声：日向裕羅） 最も古くから施設で暮らしている少女。名前の漢字表記は「翆」。ガーデニングと読書が趣味で、彼女のルートでは麻宮と共に荒れていた花壇を見違えるようにした。
- アヤナ（声：北都南） スイの後に施設で暮らし始めた少女。ぬいぐるみやリボンを集めるのと紅茶を入れるのが趣味。
- コハル（声：須本綾奈） 麻宮とマオと三つ子が来るまででは最後に施設に来た少女。器用で料理が得意。
- ツバキ（声：佐々留美子） 施設に物を運びに来る少女。
- マオ（声：海原エレナ） 三つ子の付き添い兼保護者的な役目。麻宮が誰とも結ばれないエンディングでは三つ子を連れて施設を去るが、正史では三つ子を麻宮の養子に与えて別れている。
- ナツキ、アキノ、トウア（声：野神奈々）

主人公より後に施設にやってくる三つ子の兄妹。後に主人公に由来する「麻宮」の苗字を名乗る。

## スタッフ
- シナリオ：市川環
- 原画・原案：いとうのいぢ
- 音楽：水月陵